# Биньон, Луи Пьер Эдуард
Луи Пьер Эдуар Биньон (фр. Louis Pierre Édouard Bignon; 3 января 1771[…], La Mailleraye-sur-Seine — 6 января 1841[…], Париж) — французский политик, дипломат, публицист и историк; министр иностранных дел Франции (дважды; в 1815 и 1830 годах).

## Биография
Луи Биньон родился 3 января 1771 году в местечке Ла-Майрай-сюр-Сен (совр. департамент Приморская Сена). Образование получил в Париже в коллеже Лизье.
Во время Великой французской революции поступил в армию рядовым. В 1797 году начал свою дипломатическую карьеру.
После вступления французов в Берлин, был назначен французским комиссаром при прусских властях, затем до 1808 года заведовал государственными имуществами и финансами в занятых землях, в 1809 году стал французским послом в Бадене, а затем был назначен французским генеральным администратором в Австрии. После этого получил назначение в столицу Польши, где он провел почти три года.
При начале похода 1812 года на Россию он был французским комиссаром в составе марионеточного Временного правительства Литвы со штаб-квартирой в Вильно. После отступления французской армии из России, заменил Прада на его посольском посту в Варшаве.
По возвращении во Францию жил в деревне. В период Первой реставрации Бурбонов написал «Exposé comparatif de l’état financier, militaire, politique et moral de la France et des principales puissances de l’Europe» (Париж, 1815).
Во время Ста дней Наполеон I назначил его помощником статс-секретаря в министерстве иностранных дел и после битвы при Ватерлоо — министром.
После Второй реставрации он был выбран в 1817 году депутатом, выступил против исключительных законов и за возвращение изгнанников; кроме того, он был ревностным защитником избирательного закона. Общее внимание возбудили его политические и публицистические сочинения.
По желанию Наполеона Бонапарта, которое последний выразил в своем завещании, Биньон написал «Histoire de France, depuis le 18 brumaire jusqu’à la paix de Tilsit» (7 т., Пар., 1827—38; нем. Газе, 6 т., Лейпц., 1830—31) и продолжение её «Histoire de France, depuis la paix de Tilsit jusqu’en 1812» (4 т., Пар., 1838; нем. Альвенслебен, 6 т., Мейс., 1838—40).
Во время Июльской революции 1830 года он был назначен временным правительством министром иностранных дел, а 11 августа, уже королём Луи-Филиппом — членом совета министров Франции. Но уже в ноябре 1830 года он снова вышел из министерства.
После победы доктринеров Биньон решительно примкнул к оппозиции. В 1837 году он был возведен в достоинство пэра Франции.
Луи Пьер Эдуард Биньон умер в Париже 6 января 1841 года.
После его смерти Минье издал «Souvenirs d’un diplomate» с подробной биографией Биньона (Париж, 1864).
Великий офицер ордена Почётного легиона.